# 24. marinski polk (ZDA)
Za druge 24. polke glejte 24. polk.
24. marinski polk je bil marinski polk Korpusa mornariške pehote ZDA.
Polk je bil nazadnje v sestavi 4. marinske divizije. 1. bataljon je bil dodeljen 25. marinskemu polku, 2. bataljon pa 23. marinskemu polku, medtem ko je bil 3. bataljon razpuščen. 

## Organizacija
2013;
- Štabna četa
- 1. bataljon 24. marinskega polka
- 2. bataljon 24. marinskega polka
- 3. bataljon 24. marinskega polka